# Gamay (Samar do Norte)
Gamay é um município de  quarta classe de renda municipal (d) na província Samar do Norte, nas Filipinas. De acordo com o censo de 1 de maio  de  2020 possui uma população de 23 367 pessoas e 5 696 domicílios.